# 施泰因巴赫河 (約薩河支流)
50°14′24.82″N 9°35′15.79″E / 50.2402278°N 9.5877194°E

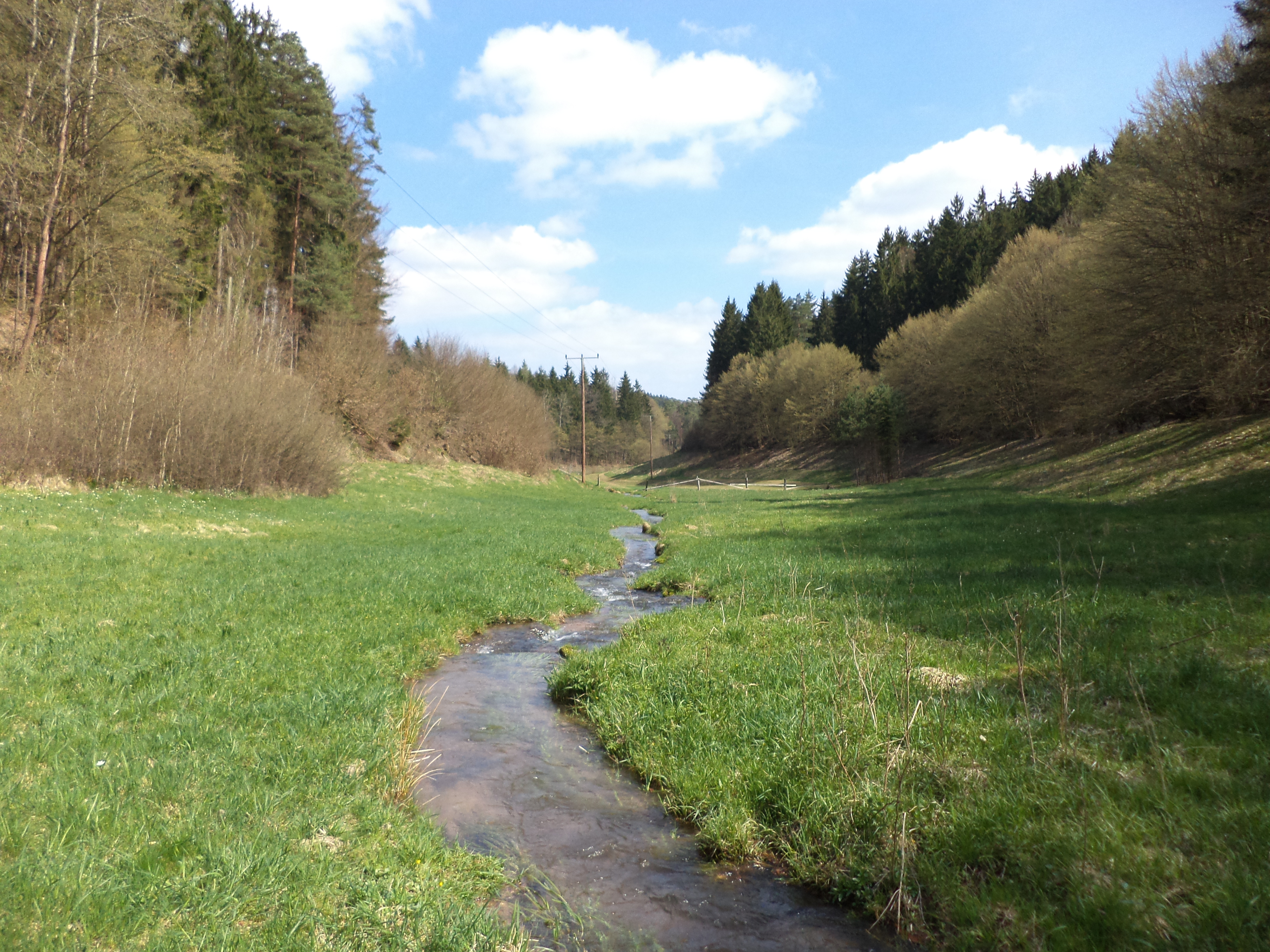

施泰因巴赫河（德語：Steinbach），是德國的河流，位於該國東南部，由巴伐利亞負責管轄，屬於約薩河的右支流，河道全長4.7公里，流域面積13.9平方公里。